# Oscilator (elektrotehnika)
Oscilator je elektronički sklop za stvaranje titraja stalne amplitude. Frekvencija titraja najviše ovisi o vrijednosti ugrađenih električnih zavojnica, električnih kondenzatora i električnih otpornika. Različite vrste oscilatora grade se za pojedine frekvencije, od najnižih (dijelovi herca) do najviših (do 30 GHz i više). U sklopovima oscilatora primjenjuju se pojačala s pozitivnom povratnom vezom ili pak element s negativnim dinamičkim otporom.

## Zatvoreni električni titrajni krug
Priključimo paralelno na izvor istosmjerne struje električnu zavojnicu L i električni kondenzator C. Uzmimo na primjer zavojnicu od 1000 zavoja i bateriju kondenzatora od 15 μF. Izvor istosmjerne struje neka ima napon od 100 do 200 V. Najprije nabijemo kondenzator, a zatim ga izbijemo tako da otvorimo prekidač. Kondenzator će se izbijati preko zavojnice L. Za vrijeme izbijanja vidjet ćemo da kazaljka miliampermetra titra i to tako da je prvi titraj najveći, a ostali sve manji. Iz toga izlazi da električni krug, koji se sastoji od kondenzatora C i zavojnice L, može izvoditi električne titraje ako mu dovedemo električnu energiju, a onda ga prepustimo samom sebi. Ovakav električni krug, koji se sastoji od izvora struje, kondenzatora i zavojnice u paralelnom spoju, zove se zatvoreni titrajni ili oscilatorni krug. 
Kad titrajni krug priključimo preko prekidača na izvor istosmjerne struje, na primjer na električni generator, kondenzator C će se nabiti, a među njegovim pločama vladat će električno polje. Kad iskopčamo prekidač, kondenzator se počne prazniti, a električna struja teći kroz zavojnicu u kojoj se javlja magnetsko polje. Nakon potpunog izbijanja kondenzatora električno polje više ne postoji, kao ni razlika potencijala među njegovim pločama. Ali u tom trenutku postoji najjače magnetsko polje, te jakost struje postiže svoju najveću vrijednost. Električna energija kondenzatora pretvorila se, dakle, u magnetsku energiju zavojnice. 
Sada struja u zavojnici, koja je stvorila magnetsko polje, postepeno opada, zbog čega nestaje magnetsko polje. Ovo nestajanje magnetskog polja stvara prema Lenzovu zakonu induciranu struju istoga smjera, pa će se kondenzator nabiti u protivnom smjeru. Nakon toga napon između obloga kondenzatora postizava svoju najvišu vrijednost, ali sada u protivnom smjeru, dok je jakost struje pala na nulu. Magnetska energija iz zavojnice pretvorila se u električnu energiju koja je nagomilana u dielektriku kondenzatora. 
Nakon toga ponovo nastaje pražnjenje kondenzatora preko zavojnice u protivnom smjeru, pa se električna energija opet pretvara u magnetsku energiju. Napon između obloga kondenzatora padne na nulu, a jakost struje poprima svoju maksimalnu vrijednost u suprotnom smjeru. Ta struja ponovo prouzrokuje nabijanje kondenzatora u istom smjeru, kao što je bilo na samom početku. 
Takav se proces nastavlja dalje, te električni naboj kondenzatora u titrajnom krugu neprestano oscilira. Jedanput kondenzator djeluje kao generator, i to za vrijeme izbijanja, a zavojnica kao trošilo, a drugi put je stvar obratna. U času kada je električna energija najveća, magnetska energija je jednaka nuli, i obrnuto. U svim ostalim slučajevima postoji zajedno električna i magnetska energija. Električna i magnetska energija zovu se zajedničkim imenom elektromagnetska energija. Odatle vidimo da su električna i magnetska energija međusobno povezane. Kad jedna nestaje, javlja se druga. Ovo izmjenično pretvaranje električne energije u magnetsku i obrnuto pomoću kondenzatora i zavojnice zovemo električnim oscilacijama. 
Kada u oscilatornom krugu ne bi bilo gubitaka, oscilacije bi trajale beskonačno dugo, a njihova amplituda bila bi uvijek ista. To bi bile neprigušene oscilacije. Međutim, za vrijeme oscilacija svako je nabijanje kondenzatora manje od prethodnog, pa se tako električna energija postepeno smanjuje sve dok oscilacije ne prestanu. Takve oscilacije zovemo prigušenim oscilacijama. Glavni uzrok tome prigušivanju je omski otpor električnih vodiča. Što je taj otpor veći, to je prigušivanje veće. Ako je otpor vrlo velik, ne postoje električne oscilacije, već se kondenzator izbija najedanput i više se ne puni. To je aperiodsko izbijanje.

### Otvoreni električni titrajni krug
Kod zatvorenog titrajnog kruga skoro je sva energija sakupljena u dielektriku kondenzatora, a magnetska u zavojnici. Udaljuju li se ploče kondenzatora jedna od druge, električne silnice će se produljivati i rasipati. Kada se ploče sasvim udalje, a zavojnica rastegne, zatvoreni titrajni krug poprimit će oblik ispruženog električnog vodiča s pločama kondenzatora na krajevima. Takav ispruženi vodič zove se otvoreni oscilatorni krug. 
On ne mora imati na krajevima ploče kondenzatora, već je kapacitet i induktivitet raspoređen uzduž samoga vodiča, a u sredini se napaja iz nekog izvora visoke frekvencije, na primjer preko induktora i iskrišta. Donju žicu možemo čak ispustiti i zamijeniti dobro vodljivom zemljom. U tom se slučaju može električno polje utvrditi i na većim daljinama od oscilatornog kruga, pa kažemo da dolazi do isijavanja ili emisije elektromagnetske energije. Ovakva žica, okomito ispružena, zove se antena.